# Oleksandr Schapowal
Oleksandr Mykolajowytsch Schapowal (ukrainisch Олександр Миколайович Шаповал; * 9. Februar 1975 in Kiew; † 12. September 2022 in Majorska, Oblast Donezk) war ein ukrainischer Balletttänzer, der im Zuge der russischen Invasion ums Leben kam.

## Leben und Wirken
Oleksandr Schapowal schloss sein Studium an der Staatlichen Choreografieschule in Kiew 1993 ab und wurde 1994 Mitglied des Taras-Schewtschenko-Opernhauses.
In 28 Jahren seines beruflichen Wirkens hat er 30 verschiedene Rollen in zahlreichen Produktionen gespielt, darunter Giselle, Don Quijote, Le Corsaire, Carmen Suite, Giulio Cesare sowie in ukrainischen Stücken wie Waldlied und Abende auf dem Weiler bei Dikanka.
Im Jahr 2021 beendete Schapowal seine Karriere und widmete sich ganz der Lehre des Duetttanzes an der Staatlichen Choreografischen Universität in Kiew.
Nach dem Beginn des russischen Überfalls im Jahr 2022 meldete er sich freiwillig zur Territorialverteidigung und später zu den Streitkräften der Ukraine. Am 12. September 2022 wurde Oleksandr Schapowal im Kampf mit russischen Truppen getötet.

## Auszeichnungen
- 2001: Serge Lifar Internationaler Ballettwettbewerb[7]
- 2013: Verdienter Künstler der Ukraine[8]
- 2023: Orden des Fürsten Jaroslaw des Weisen (posthum)[9]